# Tarin (animal)
Cet article traite de taxonomie concernant divers genres d'oiseaux. 
Pour les articles homonymes, voir Tarin.
Taxons concernés
Plusieurs espèces du genre
- Spinus (anciens Carduelis)modifier

Tarin est le nom vernaculaire de 4 espèces de passereaux appartenant anciennement au genre Carduelis qui comprend aussi les chardonnerets, des linottes, les sizerins et des verdiers. Ils appartiennent désormais au genre Spinus.

## Liste alphabétique des espèces
- Tarin des aulnes — Spinus spinus (ex-Carduelis spinus, Linnaeus, 1758)
- Tarin des pins — Spinus pinus (ex-Carduelis pinus, Wilson, 1810)
- Tarin sombre — Spinus atriceps (ex-Carduelis atriceps, Salvin, 1863)
- Tarin des Andes ou Chardonneret des Andes — Spinus spinescens (ex-Carduelis spinescens, Bonaparte, 1850)